# Volumen brutal
Albums de Barón Rojo
Larga vida al rock and roll
(1981) Metalmorfosis
(1983)
Singles
1. Los rockeros van al Infierno
Sortie : 1982
2. Resistiré
Sortie : 1982

Volumen brutal est le deuxième album studio du groupe de heavy rock espagnol, Barón Rojo. Il est sorti le 22 février 1982 sur le label Chapa Discos en Espagne, Kamaflage Records pour l'Europe et a été produit par Vicente Romero et le groupe.

## Historique
Cet album a été enregistré en deux semaines à peine à Londres aux Kingsway Studios qui sont la propriété de Ian Gillan, chanteur de Deep Purple. L'album a été édité en deux versions, l'une avec un chant en espagnol, l'autre en anglais. Le single extrait de l'album, Resistiré (Stand Up en anglais) atteindra la première place du top ten du magazine anglais, Kerrang.
On notera la participation au saxophone de Mel Collins, ex-King Crimson et du compositeur anglais et claviériste du Ian Gillan Band, Colin Towns.
 Carolina Cortés, la compagne du bassiste/chanteur José Luis Campuzano prit part à la composition de plusieurs titres. Bruce Dickinson, chanteur d'Iron Maiden participa à la traduction des paroles pour la version anglaise et rejoignit plusieurs fois le groupe sur scène.
Il sera certifié disque de platine en Espagne en 1983 pour plus de cent mille exemplaires vendus. En 2005, lors de sa réédition comprenant la version en espagnol et en anglais (moins la version anglaise de El Barón vuela sobre Inglaterra), il se classa à la 73e place des charts espagnols.

## Musiciens du groupe
- Armando De Castro : guitares, chant sur Hermano del rock'n'roll.
- Carlos De Castro : guitares, chant sur Incomunicación, Dame la oportunidad, Flores del mal et Satanico Plan (Volumen brutal).
- Jose-Luis Campuzano : basse, chant sur Los rockeros van al infierno, Son como hormigas, Resistiré et Concierto para ellos'.
- Hermes Calabria : batterie, percussion.

## Musiciens additionnels
- Mel Collins : saxophone sur Son como hormigas.
- Colin Towns : claviers sur Concierto para ellos.

## Liste des titres
Face 1
| No | Titre                        | Auteur                               | Titre version anglaise | Durée |
| -- | ---------------------------- | ------------------------------------ | ---------------------- | ----- |
| 1. | Incomunicacion               | Armando Do Castro, Carlos de Castro  | Isolation Ward         | 3:46  |
| 2. | Los rockeros van al Infierno | José Luis Campuzano, Carolina Cortés | Rockers Go To Hell     | 4:24  |
| 3. | Dame la oportunidad          | De Castro, De Castro                 | Give Me The Chance     | 3:41  |
| 4. | Son como Hormigas            | A. De Castro, Campuzano, Cortés      | Termites               | 4:13  |
| 5. | Las flores del mal           | C. De Castro                         | Flowers of Evil        | 4:59  |

Face 2
| No  | Titre                           | Auteur                                           | Titre version anglaise   | Durée |
| --- | ------------------------------- | ------------------------------------------------ | ------------------------ | ----- |
| 6.  | Resistiré                       | De Castro, De Castro, Campuzano, Cortés          | Stand Up                 | 5:10  |
| 7.  | Satanico Plan (Volumen brutal)  | De Castro, De Castro, Campuzano                  | Someone's Loving You     | 4:19  |
| 8.  | Concierto para ellos            | A. De Castro, Campuzano, Cortés                  | Concert for Them         | 4:49  |
| 9.  | Hermano del rock'n'roll         | A. De Castro                                     | You're Telling Me        | 3:30  |
| 10. | El Baron vuela sobre Inglaterra | De Castro, De Castro, Campuzano, Hermes Calabria | Baron Flies Over England | 2:43  |

## Charts et certification
| Année | Pays    | Durée du classement | Meilleur classement |
| ----- | ------- | ------------------- | ------------------- |
| 2005  | Espagne | 3 semaines          | 73e                 |

| Pays    | Certification | Ventes    | Date |
| ------- | ------------- | --------- | ---- |
| Espagne | Platine       | 100 000 + | 1983 |